# Östermalms brandstation

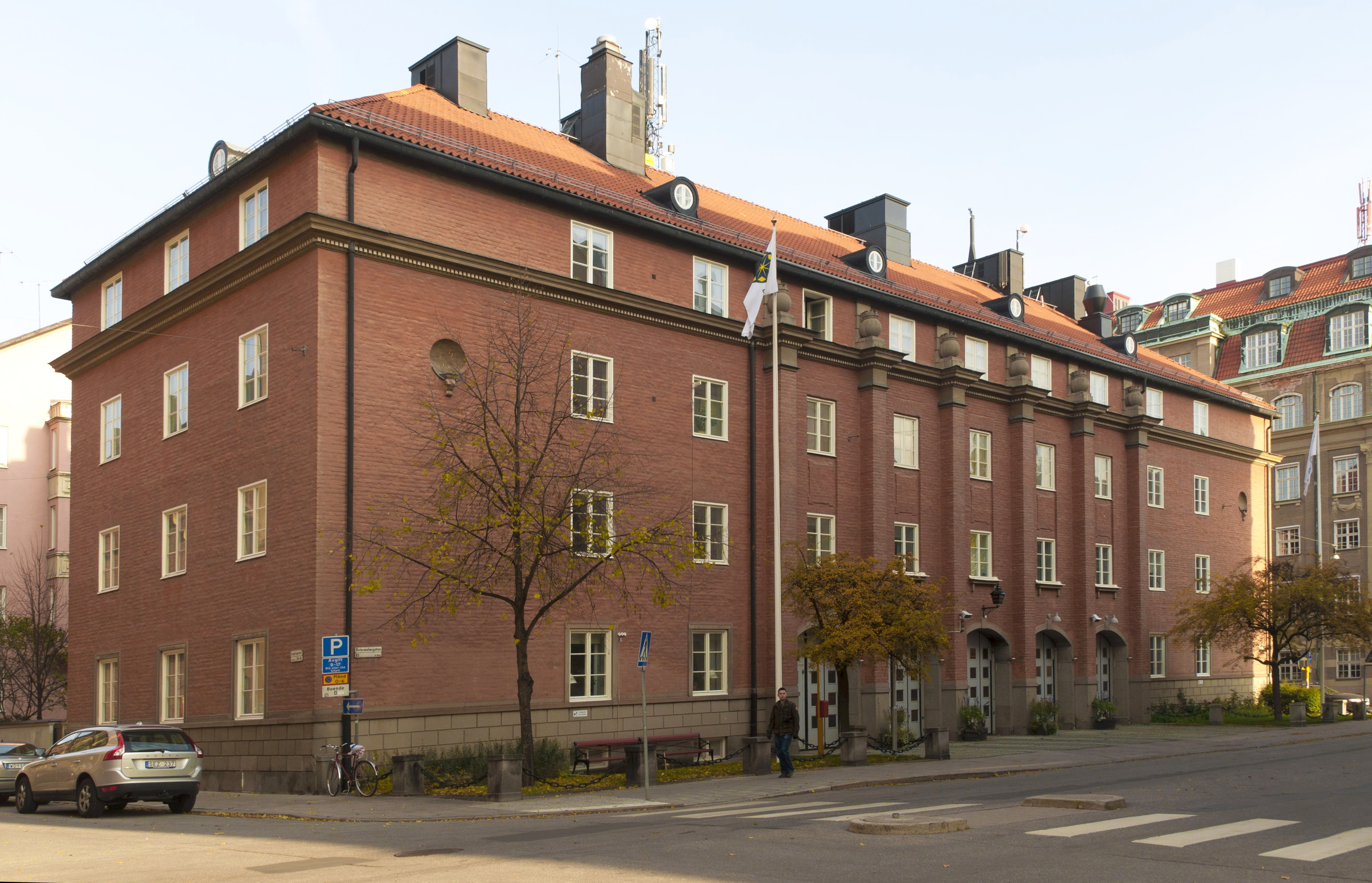
Östermalms brandstation, fasad mot Östermalmsgatan, 2010.

Östermalms brandstation ligger vid Artillerigatan 69  på Östermalm i Stockholm. Vaktdistriktets område begränsas i norr av kommungräns mot Solna, i öster av Blockhusudden, i söder av Helgeandsholmen och slutligen i väster av Vasagatan / Dalagatan. Östermalms brandstation är en av fyra stationer i Stockholms innerstad, de andra tre är Kungsholmens brandstation, Johannes brandstation och Katarina brandstation. Nuvarande station ritades av arkitekt Gustaf Laurelius och invigdes den 2 mars 1927.

## Bakgrund

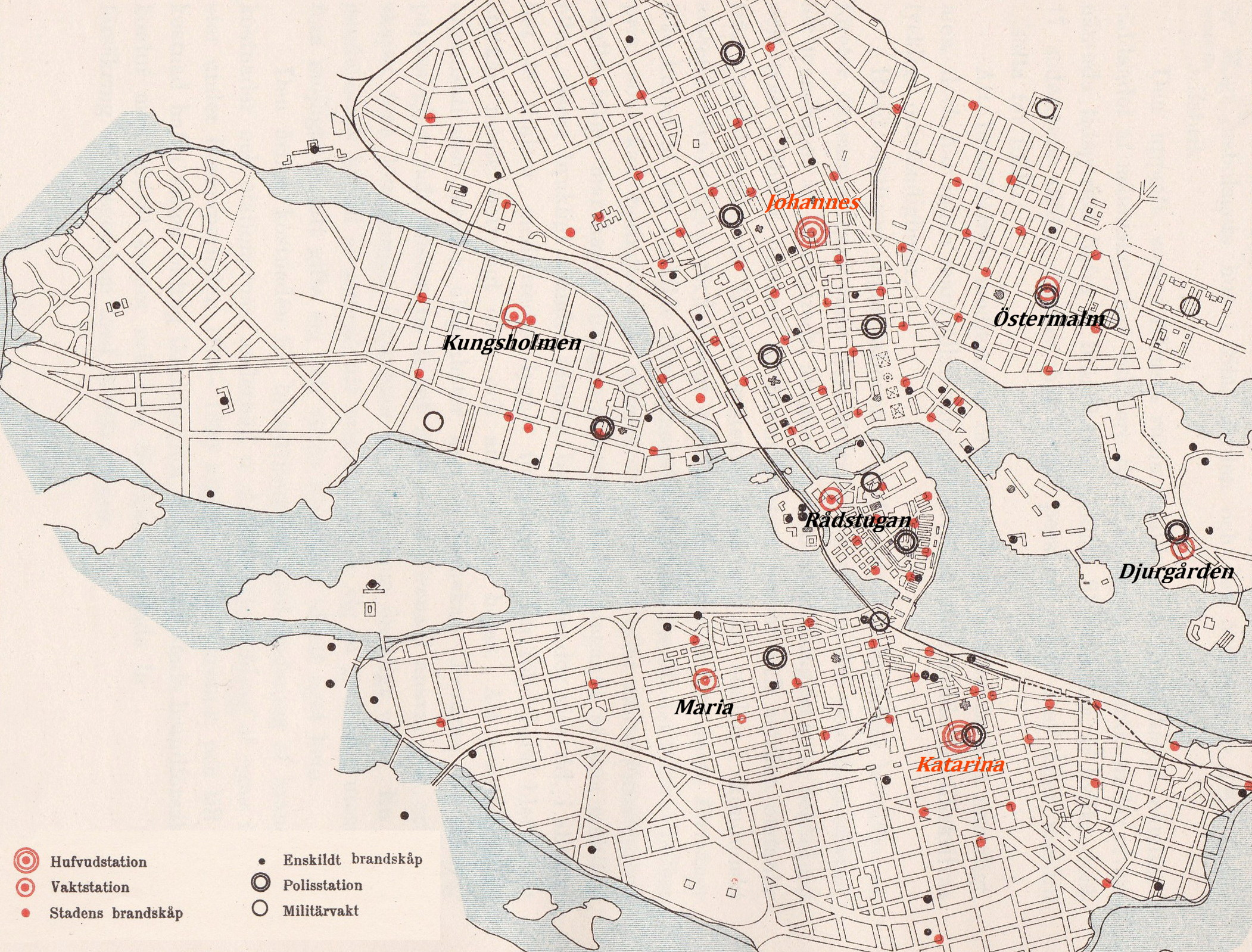
Brandstationer i Stockholm 1897.

År 1875 utkom en ny brandordning för Stockholms stad, som för första gången fick en yrkesbrandkår, föregångaren till dagens Storstockholms brandförsvar. Där bestämdes följande: "För elds dämpande under vanliga förhållanden och räddningsarbetes verkställande skall finnas en särskild, på militärisk fot ordnad, under befäl ställd och för ändamålet övad kår av minst hundra man förutom befäl och underbefäl". 
Dessutom bestämdes att Stockholm skulle ha sju brandstationer, varav två huvudstationer, en på Norrmalm (Johannes brandstation, invigd 1878) och en på Södermalm (Katarina brandstation, invigd 1876) samt fem understationer eller vaktstationer, som låg på Södermalm (Maria brand- och polisstation), på Östermalm (Östermalms brandstation), på Kungsholmen (Kungsholmens brandstation), på Djurgården (Djurgårdens brandstation) och i Gamla stan inrättades 1876 Rådstugans brandstation i Bondeska palatset.

## Brandstationerna

### Ladugårdslandstorget

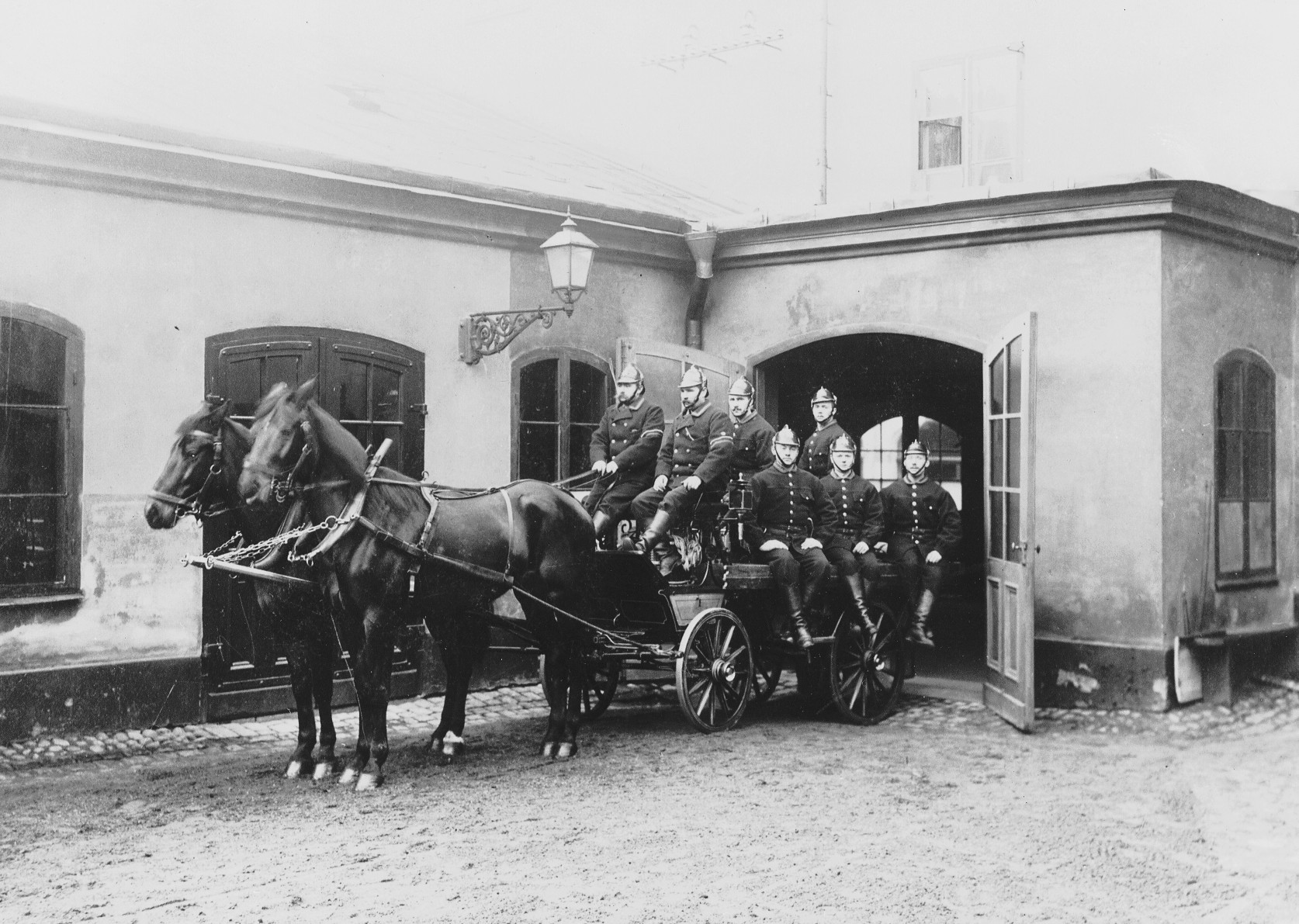
Östermalms brandstation 1900-tal.

Den första brandstationen på nuvarande Östermalm inrättades 1876 i likvagnsbodarna vid dåvarande Ladugårdslandstorget (Östermalmstorg). Stationen låg i en av Stockholms stad hyrd lokal och hade 1878 en korpral, en vicekorpral och fyra brandkarlar. År 1882 sades hyreskontraktet upp eftersom huset skulle rivas. Stationen flyttade då in i den närbelägna fastigheten som staden ägde på Sibyllegatan 25 i hörnet av Sibyllegatan och Ladugårdslandstorg.

### Skeppargatan
Den nästa brandstationen låg i hörnan Storgatan / Skeppargatan. Hörnhuset byggdes 1738 på initiativ av bryggaren Lars Malmborg, och förvärvades 1812 av Stockholms stad för att användas som militärförläggning kallad "Stadens norra kasern". Åren 1856-1888 var Hans Majestet Kongens Garde förlagt hit och 1891 flyttade Östermalms brandstation in. Mellan 1894 och 1977 fanns här även Östermalms polisstation. För att anpassa byggnaden till brandkårens verksamhet öppnades tre stora portar i fasaden på husets lågdel mot Skeppargatan och på bakgården uppfördes stall med plats för tre hästar. År 1913 byggdes ett övningstorn och 1915 fick man en automobilmotorspruta.

### Bilder, f.d. stationen vid Skeppargatan

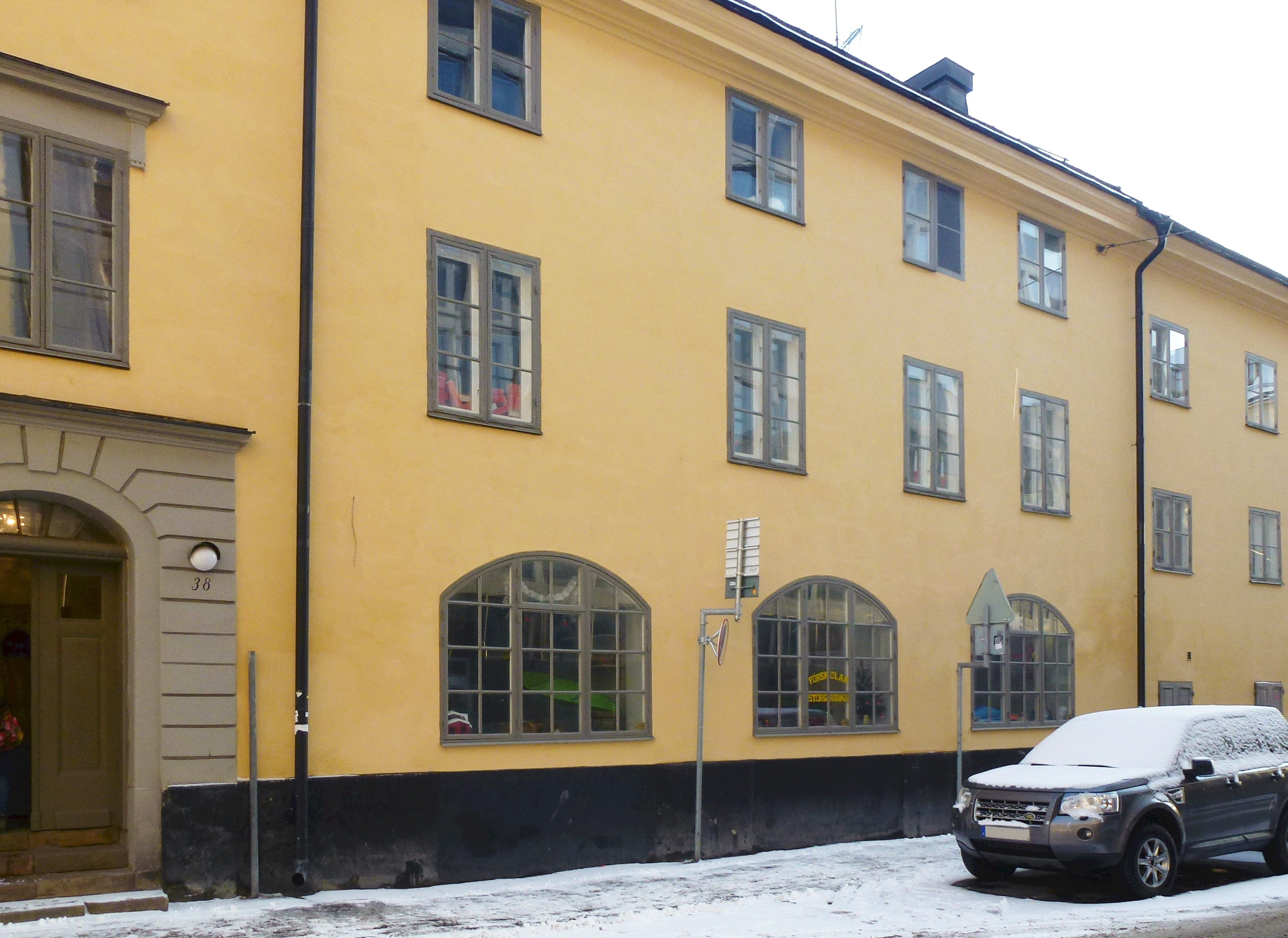
De numera delvis igensatta portarna
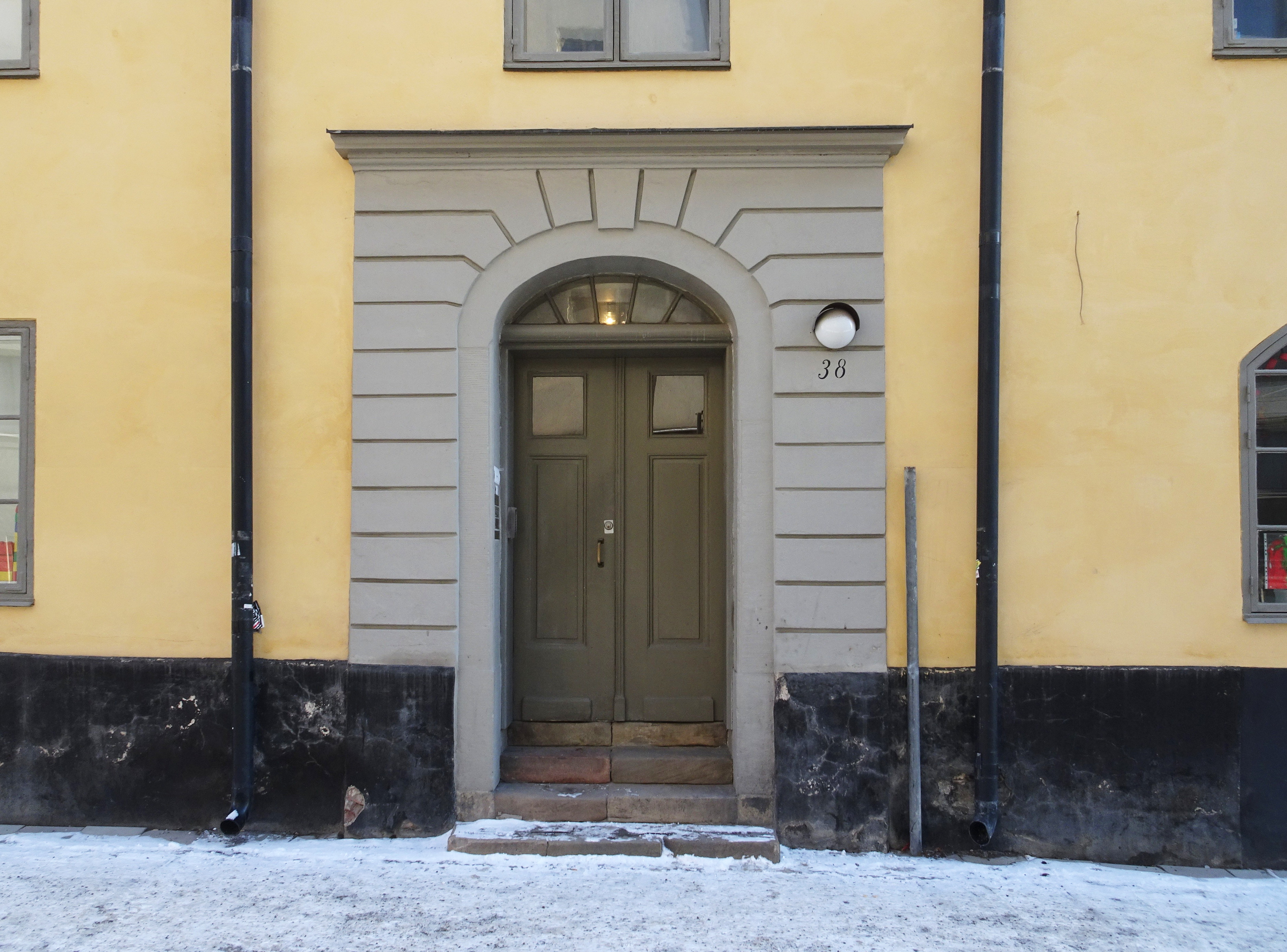
Skeppargatan 38.
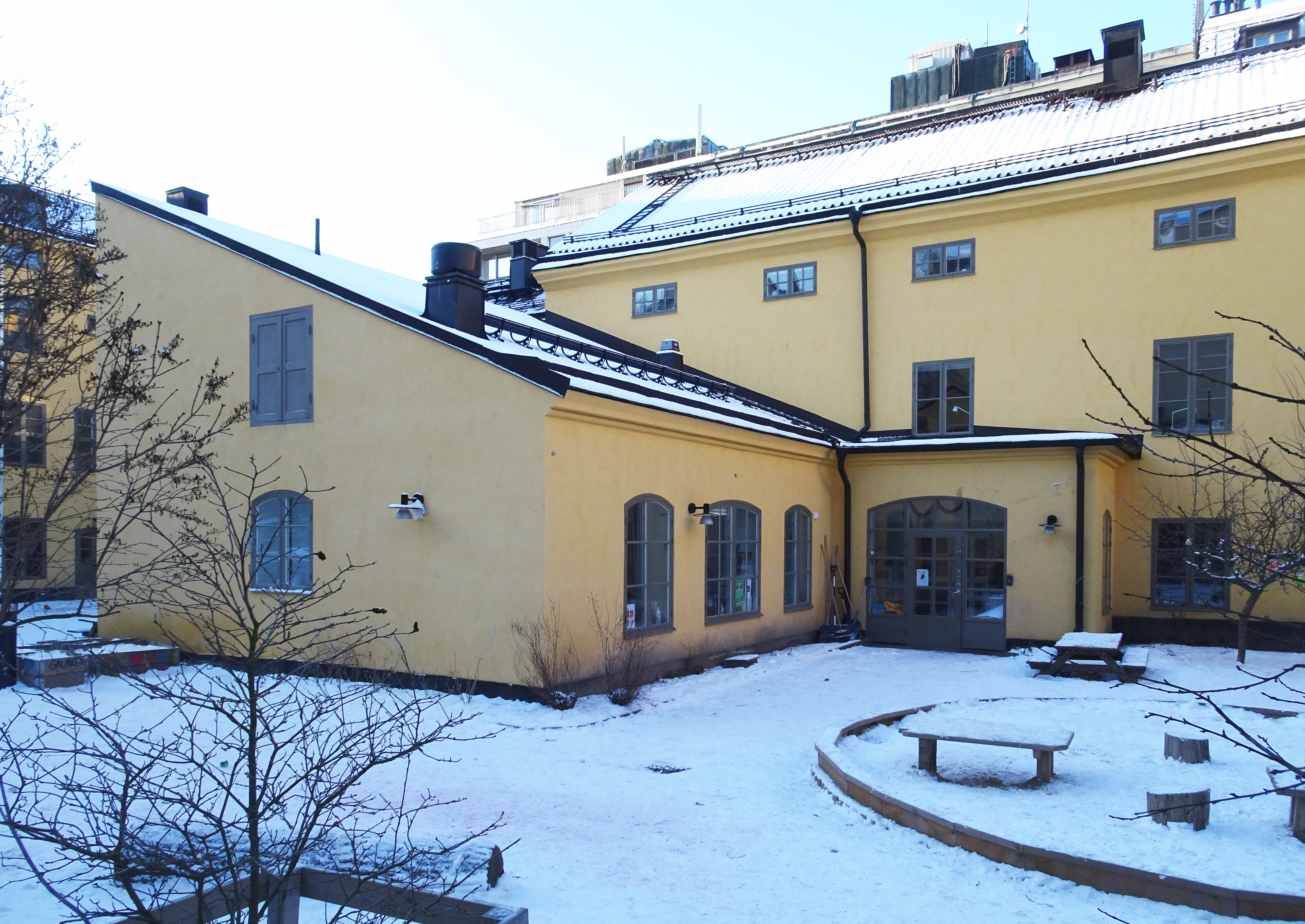
Storgatan 23, gården, f.d. byggnad för Östermalms brandstation
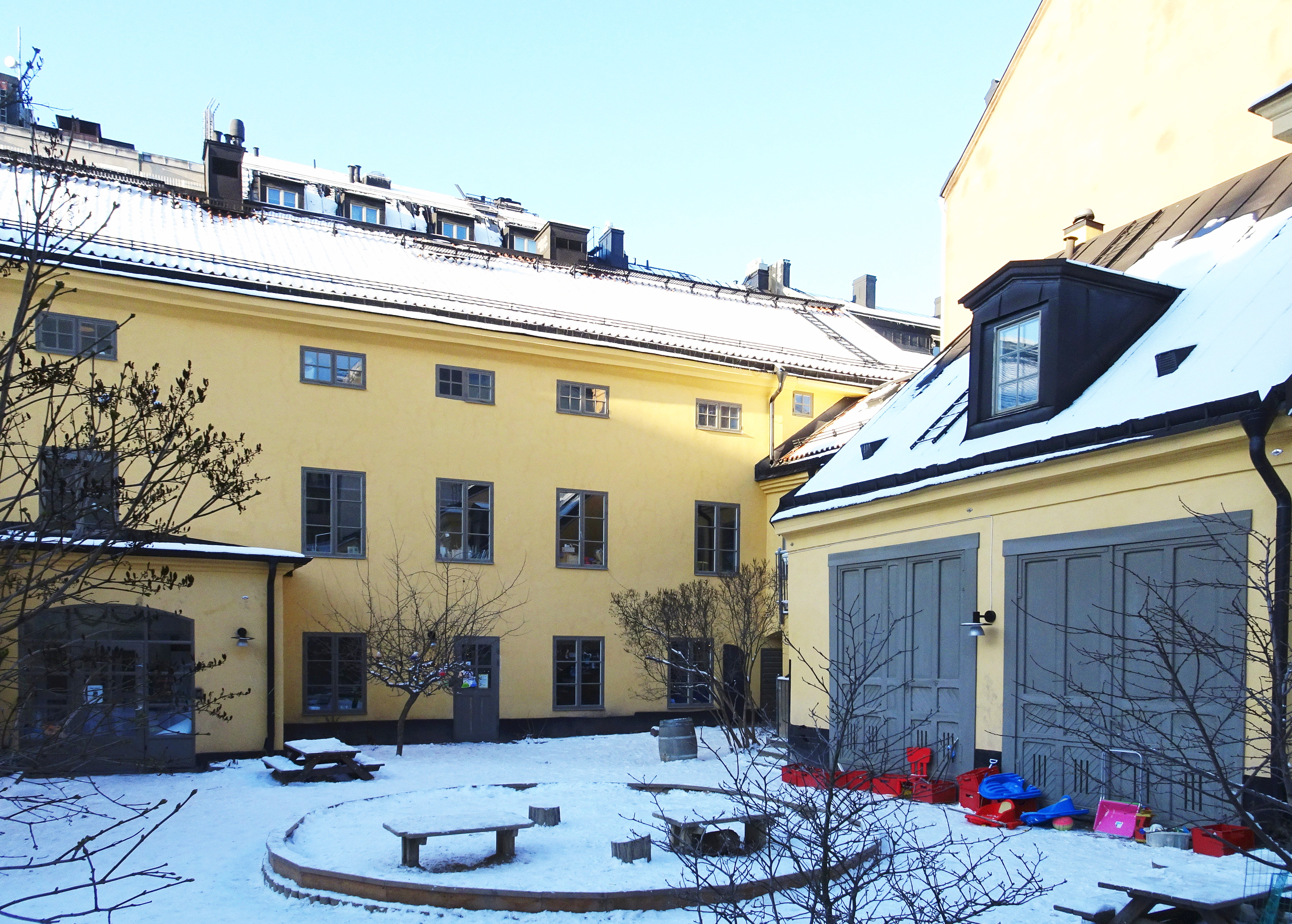
Storgatan 23, gården, f.d. byggnad för Östermalms brandstation

### Artillerigatan

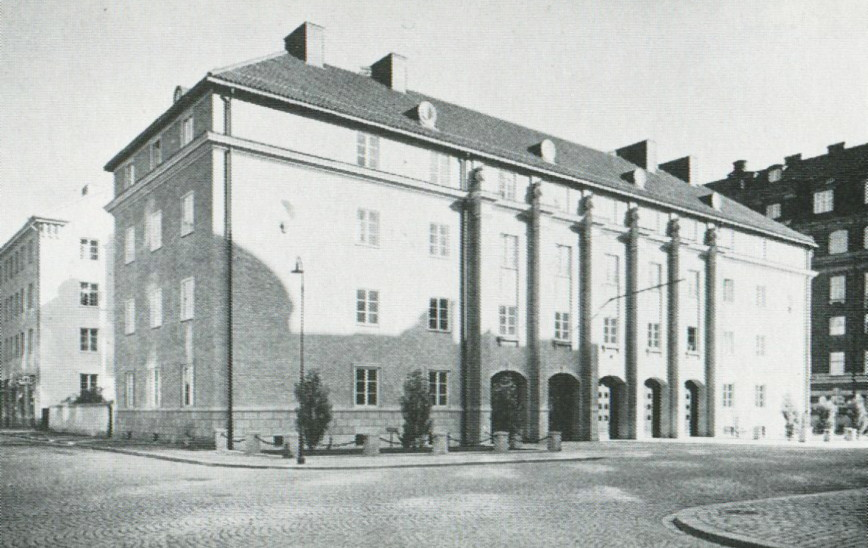
Östermalms brandstation 1930-tal.

I och med att Östermalms bebyggelse växte och även Stockholms frihamn ingick i Östermalmsstationens vaktdistrikt begärde brandchefen 1924 en mera nordlig placering av brandstationen. År 1925 tog planerna form med en ny anläggning i kvarteret Ripan vid Östermalmsgatan / Artillerigatan som bekostades med en gåva på 750 000 kronor av Stockholms stads brandstodsbolag, som då firade 80-årsjubileum. Stationen ritades av arkitekt Gustaf Laurelius. Byggnaden gestaltades i 1920-talsklassicism med kraftiga pilaster och slammade tegelfasader. Till anläggningen hörde även ett övningstorn som stod på gården, det revs dock under 1970-talet. 
Den 16 oktober 1925 lades grundsten och invigningen hölls den 2 mars 1927. Samma dag stängdes brandstationen vid Skeppargatan och Djurgårdens brandstation vars uppgifter övertogs av Östermalm. Fyra år senare öppnades Kungsholmens brandstation, även den ritad av Gustaf Laurelius.
Mellan 2007 och 2009 renoverades stationens installationer som avloppsstammar, vatten- och elledningar, även våtutrymmen och kök har rustats upp. Stationen förfogar över specialstegen ”Alley Cat” för insats på bakgårdar och i trånga gränder.

### Bilder, stationen vid Artillerigatan

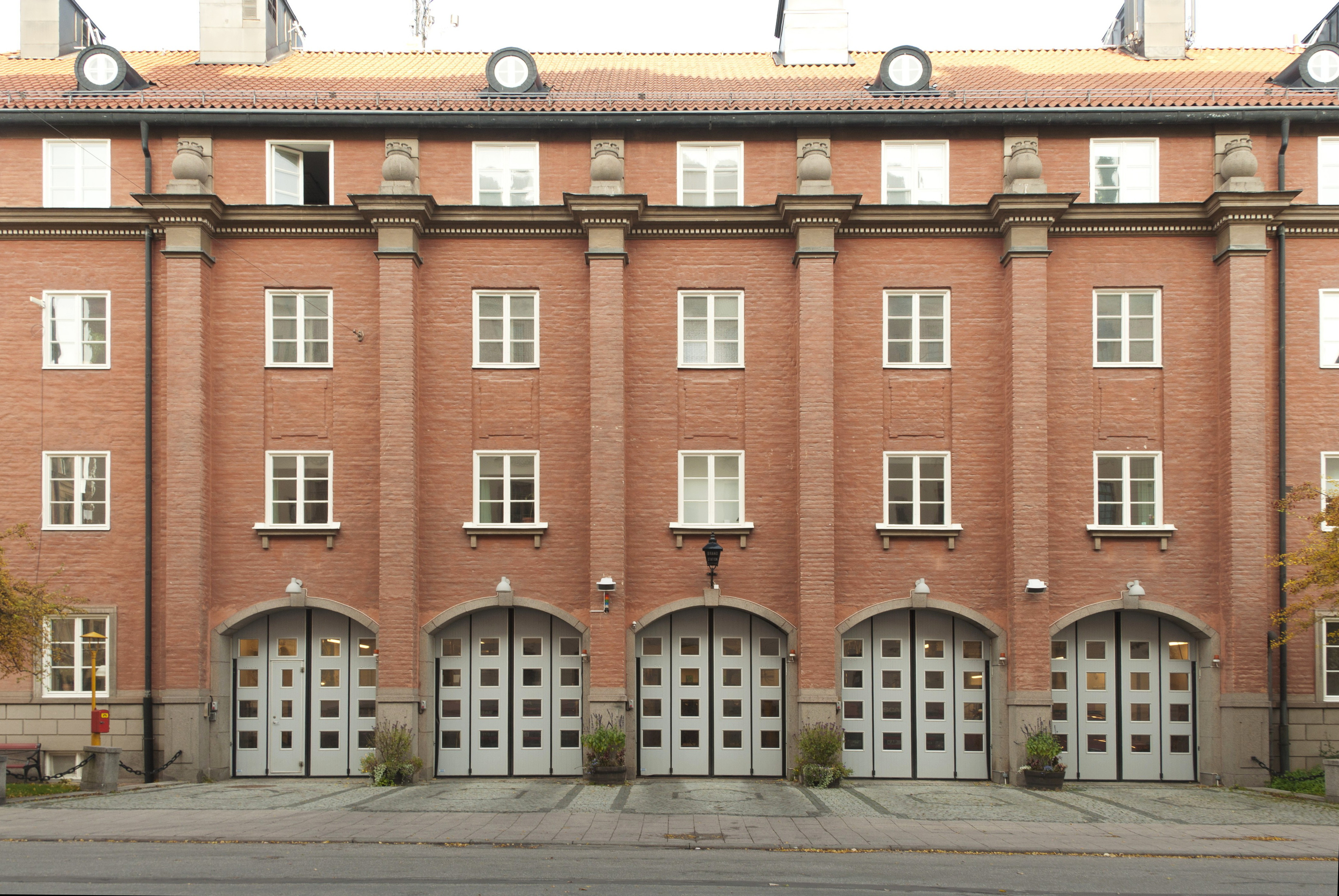
Stationen vid Artillerigatan
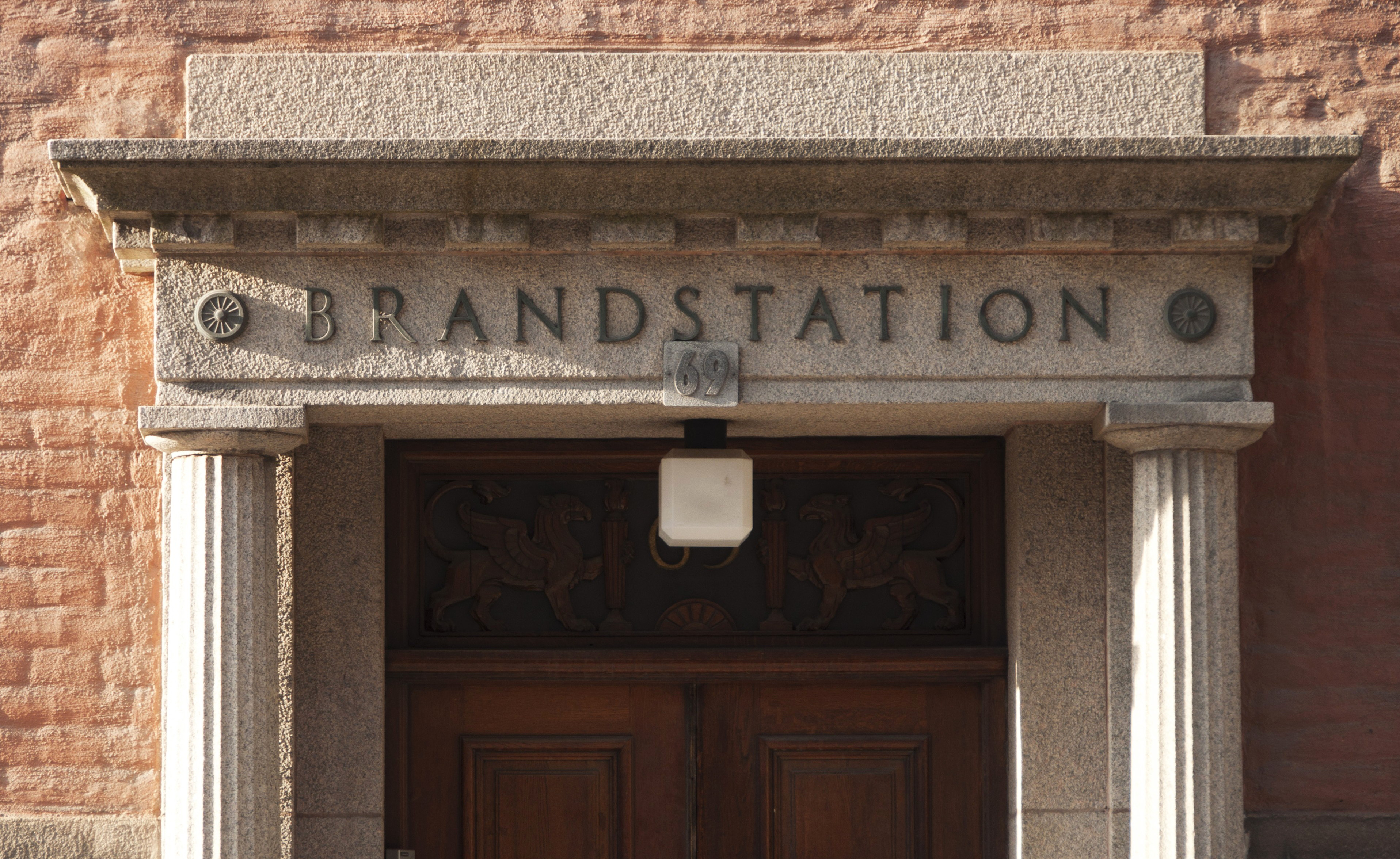
Entréportal, detalj.
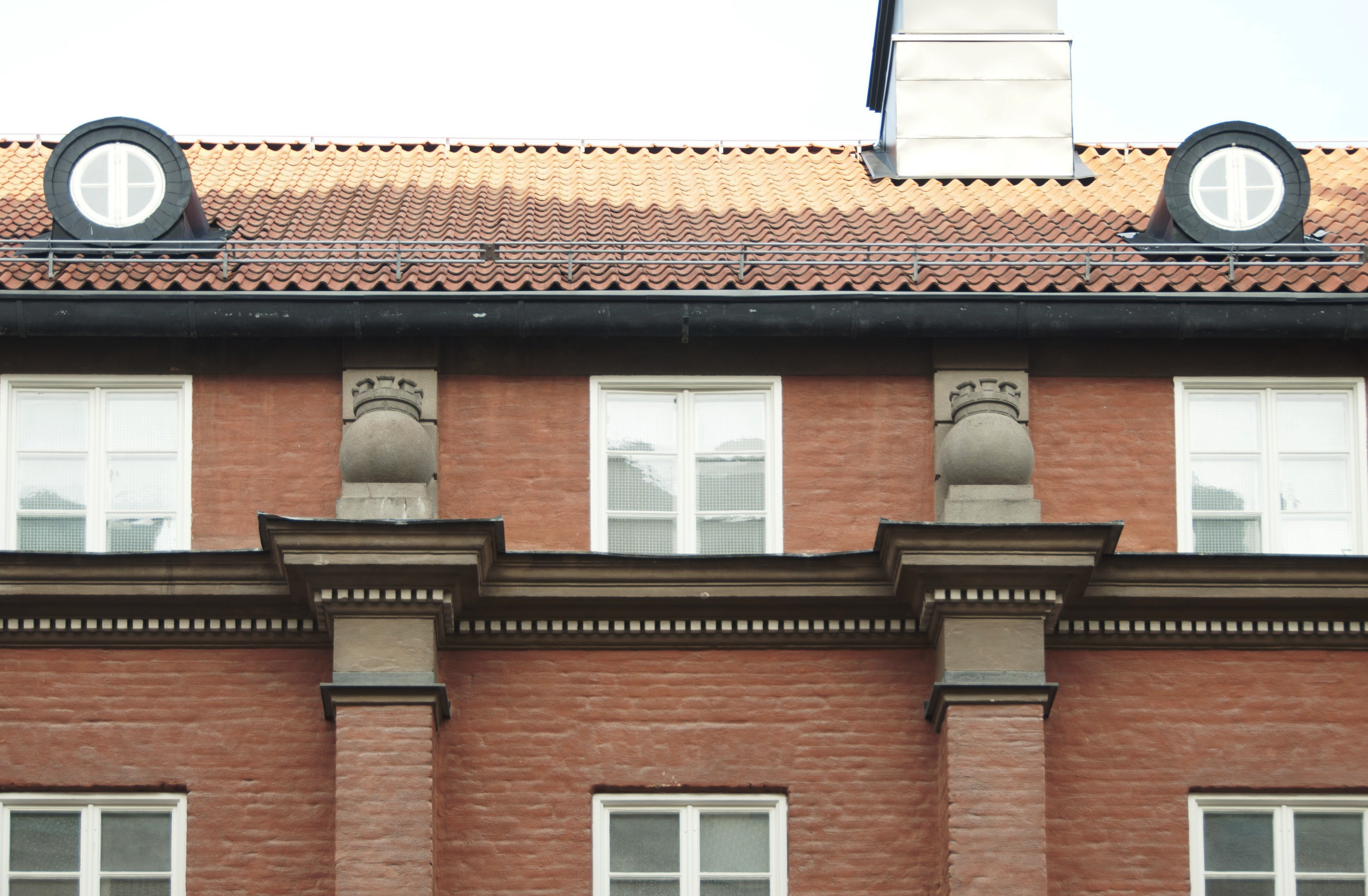
Fasad, detalj.
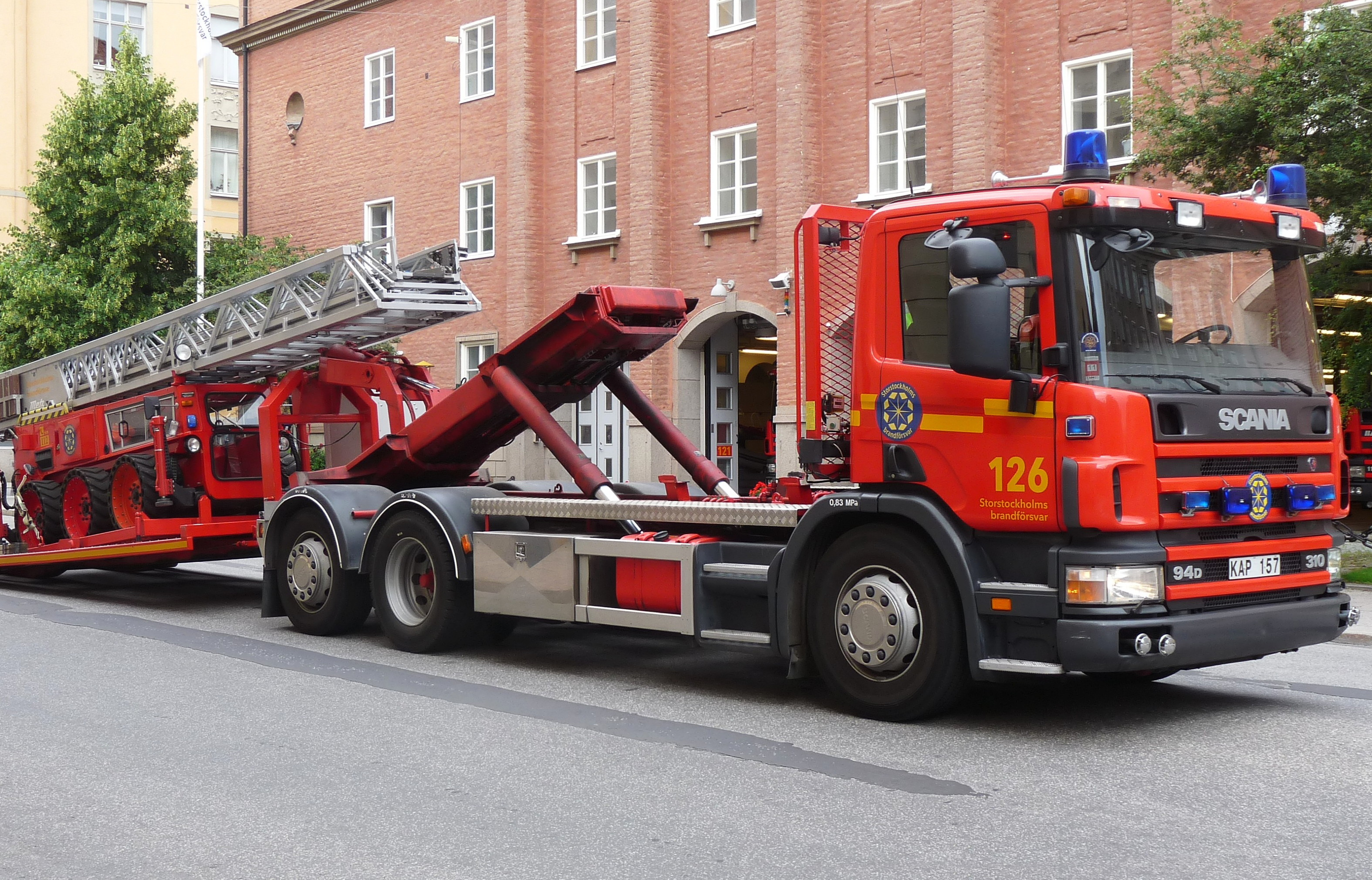
Lastväxlare 126 med Alley Cat.